# 濱海威斯頓 (英國國會選區)
濱海威斯頓（英語：Weston-super-Mare），英國國會一郡選區，包括英格蘭西南部薩默塞特郡，北薩默塞特的南部。
始於1918年，多數時間支持保守黨。2010年大選中自2005年起任議員的約翰·彭羅斯以44.3%選票成功連任。